# Głazisty Żleb

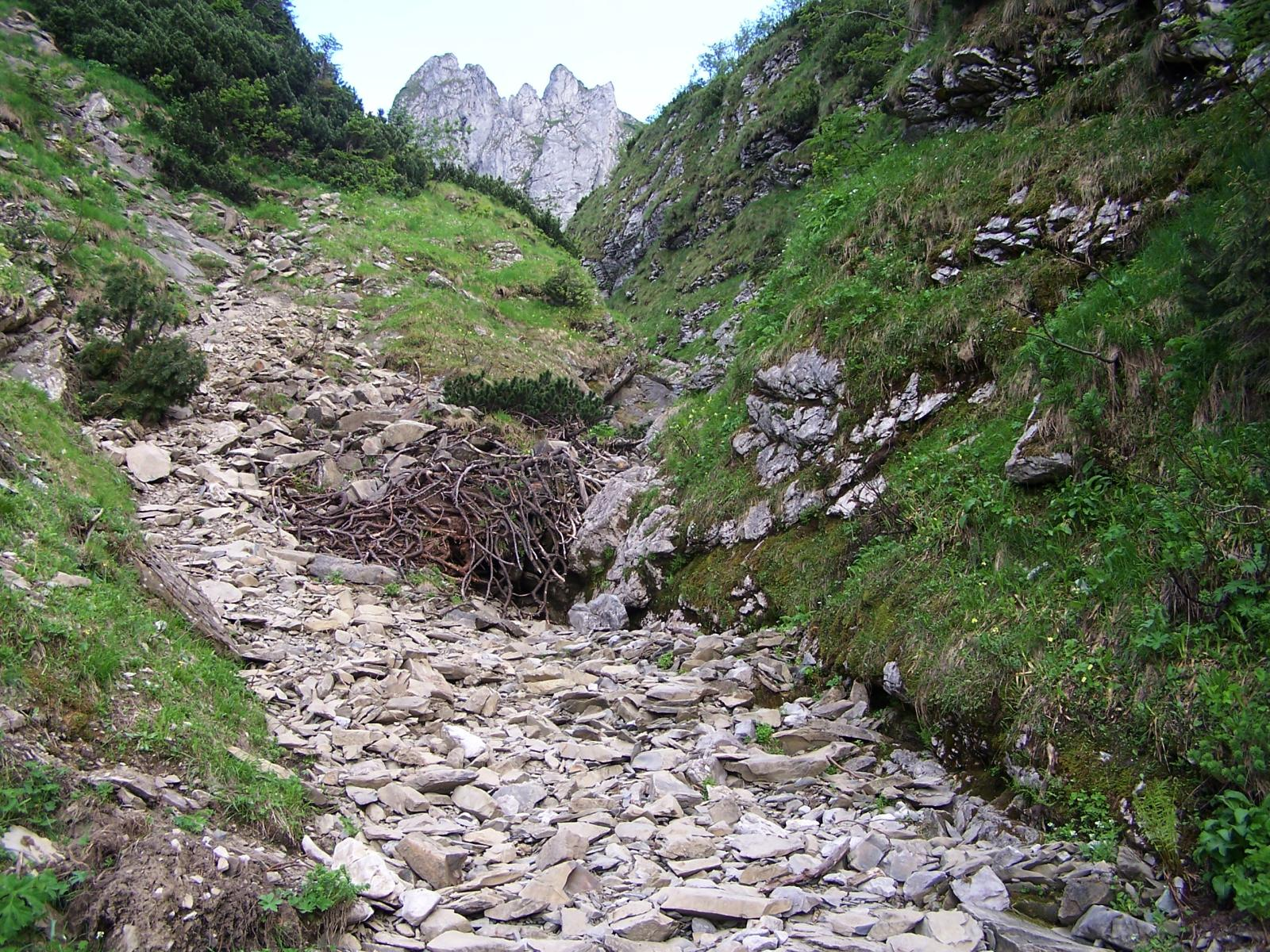
Fragment Głazistego Żlebu

Głazisty Żleb – żleb o dwóch odnogach, opadający spod Kondrackiej Przełęczy i Wyżniej Kondrackiej Przełęczy do Doliny Małej Łąki. Obydwie górne odnogi łączą się sobą pomiędzy podnóżami Siodłowej Turni i Mnichowych Turni. Od miejsca połączenia żleb opada w kierunku północno-zachodnim i kończy się w Wyżniem. Fragmentem Głazistego Żlebu prowadzi żółty szlak turystyczny z Doliny Małej Łąki na Kondracką Przełęcz. Szlak ten kilkakrotnie przecina żleb, miejscami prowadzi przez tzw. Szczyty między dwoma łożyskami żlebu. Zimą żlebem schodzą lawiny, a wijąca się między kosodrzewiną ścieżka szlaku po zasypaniu przez śniegi jest niewidoczna i praktycznie niemożliwa do przejścia. Przez większą część roku żleb jest suchy, okresowo tylko jego środkową częścią (przy Mnichowych Turniach) płynie strumyk, zanikający potem w górnej części Wielkiej Polany Małołąckiej. Jedynie po większych ulewach żlebem rwą potoki wody.
W żlebie znajdują się jaskinie: Mała Mnichowa Studzienka i Chuda Mnichowa Studnia.

## Szlaki turystyczne
Gronik – Szatra – Wielka Polana Małołącka – Kondratowa Przełęcz. Czas przejścia: 2:45 h ↓ 2:10 h